# Ricky Martin... Live Black & White Tour
Ricky Martin Live Black and White Tour é o segundo álbum ao vivo do cantor pop porto-riquenho Ricky Martin, lançado pela Sony BMG Norte, em novembro de 2007. Foi gravado durante suas apresentações no Coliseu José Miguel Agrelot, em Porto Rico nos dias 10 e 11 de agosto de 2007, como parte de sua turnê mundial Black and White.
Assim como seu antecessor, MTV Unplugged, de 2006, foi lançado nos formatos CD+DVD, DVD e CD. Trata-se também de seu primeiro trabalho fonográfico lançado no formato Blu-ray.

## Produção e gravação
A direção do show é de Jamie King e a set list incluiu alguns dos maiores sucessos de Ricky Martin. Com de duas horas de duração o show foi dividido em quatro segmentos: tribal, romance, revolution e rave.
A turnê começou com quatro noites no Coliseu José Miguel Agrelot, em San Juan, em 9 de fevereiro de 2007, e viajou para vários países da América do Sul e Central. A etapa norte-americana começou no HP Pavilion, em San Jose, em 17 de abril de 2007. Levou Martin a arenas em 17 cidades. Três shows de 14 a 16 de maio foram cancelados (El Paso, Glendale e Albuquerque), depois que Martin sofreu uma entorse na parte inferior das costas durante um show em Laredo.
Em julho de 2007, Ricky Martin completou uma série de datas com ingressos esgotados em arenas na Europa e anunciou as datas para uma segunda etapa americana de sua turnê. Depois de tocar em Porto Rico e no México, a parte americana da nova etapa começou em 29 de setembro de 2007 no Honda Center em Anaheim e durou até 14 de outubro de 2007. A última parada incluiu a apresentação no Madison Square Garden, na cidade de Nova Iorque. Ricky Martin também foi o ato inaugural que tocou no novo Fillmore Miami Beach no Jackie Gleason Theatre, de 10 a 12 de outubro de 2007.
A turnê obteve sucesso, com várias datas com ingressos esgotados. No Top 25 da Billboard Martin ficou em 15º lugar com seus shows no Coliseo de Puerto Rico, que arrecadaram $ 3.988.207. Os shows em Viña del Mar e Buenos Aires foram transmitidos em emissoras nacionais.

## Desempenho comercial
Comercialmente, o álbum também tornou-se um sucesso. Alcançou o pico entre os dez primeiros na parada de DVDs da Espanha e na parada de álbuns da Argentina e foi certificado como disco de ouro em ambos os países. Nos Estados Unidos, alcançou a décima segunda posição na parada de álbuns latinos da Billboard. No México, alcançou a posição 24 e foi certificado como disco de ouro.

## Lista de faixas
- Créditos adaptados do site AllMusic.[1]

| CD  |                                                          | |               |         |  |
| N.º | Título                                                   | Compositor(es) | Produtor(es)  | Duração |  |
| 1.  | "Intro/Pégate/Raza de Mil Colores/Por Arriba, Por Abajo" | Ricky Martin, Roy Tavaré, Tommy Torres, Daniel López, Yasmil Marrufo, Juan Vicente Zambrano, Robi Rosa, Luis Gómez Escolar, César Lemos, Karla Aponte                | David Cabrera | 5:39    |  |
| 2.  | "I Don't Care/María Mix"                                 | Sean Garrett, Scott Storch, Joseph Cartagena, Ian Blake, K. C. Porter, Escolar                                                                                       | Cabrera       | 4:46    |  |
| 3.  | "Vuelve"                                                 | Franco De Vita | Cabrera       | 5:07    |  |
| 4.  | "Revolución"                                             | Blake, Porter, Escolar | Cabrera       | 4:15    |  |
| 5.  | "It's Alright"                                           | López, Soraya Lamilla, Javier García, George Pajon Jr. | Cabrera       | 4:32    |  |
| 6.  | "Livin' la Vida Loca"                                    | Rosa, Desmond Child | Cabrera       | 3:53    |  |
| 7.  | "Somos la Semilla"                                       | Blake, Porter, Manolo Tena | Cabrera       | 4:07    |  |
| 8.  | "Rave Intro/Drop It on Me/Lola, Lola/The Cup of Life"    | Martin, will.i.am, Francisco Saldaña, Victor Cabrera, Pajon Jr., Toby Gad, Melanie Smith, Ramón Ayala, Mohandas Dewese, Bobby Robinson, Rosa, Porter, Escolar, Child | Cabrera       | 12:20   |  |
| 9.  | "Tal Vez"                                                | Vita | Cabrera       | 4:34    |  |
| 10. | "Tu Recuerdo" (participação de La Mari do Chambao)       | Torres | Cabrera       | 5:42    |  |

| DVD / Blu-ray | | |                    |         |  |
| N.º           | Título | Compositor(es)                                                                                             | Nota(s)            | Duração |  |
| 1.            | "Underwater Intro" | Cabrera | Act I Tribal       |         |  |
| 2.            | "Pégate/Raza de Mil Colores/Por Arriba, Por Abajo" (Medley) | Martin, Tavaré, Torres, López, Marrufo, Zambrano, Rosa, Escolar, Lemos, Aponte                             | Act I Tribal       |         |  |
| 3.            | "This Is Good" | Martin, George Noriega, López, Lauren Christy, Graham Edwards, Scott Spock, Storch                         | Act I Tribal       |         |  |
| 4.            | "Indonesian Transition" | Cabrera | Act I Tribal       |         |  |
| 5.            | "Jaleo" | Antonio Rayo "Rayito", José Miguel Velásquez                                                               | Act I Tribal       |         |  |
| 6.            | "I Don't Care/María" (Medley) | Garrett, Storch, Cartagena, Blake, Porter, Escolar                                                         | Act I Tribal       |         |  |
| 7.            | "Hindu Dance Transition" | Cabrera | Act I Tribal       |         |  |
| 8.            | "Vuelve" | Vita | Act II Romance     |         |  |
| 9.            | "Gracias por Pensar en Mi" | Renato Russo, Martin                                                                                       | Act II Romance     |         |  |
| 10.           | "Fuego de Noche, Nieve de Día" | Blake, Porter, Escolar                                                                                     | Act II Romance     |         |  |
| 11.           | "She's All I Ever Had/Bella" | Rosa, Noriega, Jon Secada, Escolar                                                                         | Act II Romance     |         |  |
| 12.           | "Rebirth/Tattoo Intro" | Cabrera | Act III Revolucion |         |  |
| 13.           | "Revolución" | Blake, Porter, Escolar                                                                                     | Act III Revolucion |         |  |
| 14.           | "It's Alright" | López, Lamilla, García, Pajon Jr.                                                                          | Act III Revolucion |         |  |
| 15.           | "Livin' La Vida Loca" | Rosa, Child                                                                                                | Act III Revolucion |         |  |
| 16.           | "Somos la Semilla" | Blake, Porter, Tena                                                                                        | Act III Revolucion |         |  |
| 17.           | "Asignatura Pendiente" | Ricardo Arjona                                                                                             | Act III Revolucion |         |  |
| 18.           | "Rave Intro" | Cabrera | Act IV Rave        |         |  |
| 19.           | "Drop It on Me/Lola Lola/La Bomba" | Martin, will.i.am, Saldaña, Cabrera, Pajon Jr., Gad, Smith, Ayala, Dewese, Robinson, Rosa, Porter, Escolar | Act IV Rave        |         |  |
| 20.           | "The Cup of Life" | Rosa, Child, Escolar                                                                                       | Act IV Rave        |         |  |
| 21.           | "Tal Vez" | Vita | Encore             |         |  |
| 22.           | "Tu Recuerdo" (featuring La Mari of Chambao) | Torres | Encore             |         |  |
| 23.           | "Behind the scenes" | | Special feature    | 14:13   |  |
| 24.           | "Video screens" (Underwater Intro; This Is Good; I Don't Care/María; Rebirth/Tattoo Intro; Revolución; It's Alright; Drop It on Me; La Bomba; The Cup of Life) | | Special feature    | 35:52   |  |

## Tabelas
| \| Tabela musical (2007) \| Melhor posição \| \| ---------------------------------------------- \| -------------- \| \| Argentine Albums (CAPIF)[16] \| 3 \| \| Espanha DVDs (PROMUSICAE)[15] \| 2 \| \| Estados Unidos (Top Latin Albums)[18] \| 12 \| \| Estados Unidos (Latin Pop Albums)[19] \| 7 \| \| Estados Unidos (Billboard US Music Videos)[20] \| 11 \| \| Itália (FIMI)[21] \| 84 \| \| México (Top 100)[22] \| 24 \| |                |
| Tabela musical (2007) | Melhor posição |
| Argentine Albums (CAPIF) | 3              |
| Espanha DVDs (PROMUSICAE) | 2              |
| Estados Unidos (Top Latin Albums) | 12             |
| Estados Unidos (Latin Pop Albums) | 7              |
| Estados Unidos (Billboard US Music Videos) | 11             |
| Itália (FIMI) | 84             |
| México (Top 100) | 24             |

## Certificações e vendas
| Região                                                                                             | Certificação | Vendas  |
| -------------------------------------------------------------------------------------------------- | ------------ | ------- |
| Argentina (CAPIF)                                                                                  | Ouro         | 20,000^ |
| Argentina (CAPIF) Versão CD+DVD                                                                    | Ouro         | 20,000^ |
| Espanha (PROMUSICAE) Versão em DVD/Blu-ray                                                         | Ouro         | 10,000^ |
| México (AMPROFON)                                                                                  | Ouro         | 50,000^ |
| *números de vendas baseados somente na certificação ^distribuições baseadas apenas na certificação |              |         |